# Matías Cavalleri
Matías Cavalleri Lopetegui (Santiago de Chile, 8 de abril de 1998) es un futbolista profesional chileno que juega de delantero y actualmente milita en el CS Alagoano del Campeonato Brasileño de Serie C.

## Trayectoria
Nació en Santiago, pero a los 4 años emigró con su familia hacia Argentina. Comenzó a jugar fútbol en la ciudad de Rosario, en el colegio Stella Maris de Fisherton, donde además estudiaba. Obtuvo pruebas en la Asociación Atlética Jorge Bernardo Griffa y Adiur, pero se mantuvo jugando en el colegio. Luego, partió a la predécima división del Club Atlético San Telmo de Funes, participante de la Liga Rosarina de Fútbol, siendo nominado a la selección rosarina que participó de un torneo en Estados Unidos.
Posteriormente jugó en la novena división de Newell's Old Boys hasta llegar a cuarta división, hasta jugar algunos partidos en reserva. En el intervalo, jugó algunos partidos por las divisiones inferiores de Universidad Católica durante el segundo semestre de 2014, más volvió a Newell's.
En enero de 2018, fue anunciado como nuevo jugador de Curicó Unido de la Primera División chilena.
Tras tres temporadas de un buen nivel en el conjunto tortero, en marzo de 2021, fue anunciado como refuerzo de Club de Deportes Unión La Calera. En septiembre de 2021, fue cedido a Palestino en búsqueda de minutos de juego.

## Selección nacional

### Selecciones menores
Fue seleccionado chileno Sub-23 en el Preolímpico Sub-23 de 2020 disputado en Colombia, con el técnico Bernardo Redín. Su selección fue eliminada en la primera fase del campeonato, participando en 3 partidos.

#### Participaciones en Preolímpicos
| Competencia                | Sede     | Resultado    | PJ | Goles | Asist. |
| -------------------------- | -------- | ------------ | -- | ----- | ------ |
| Preolímpico Sub-23 de 2020 | Colombia | Primera fase | 3  | 0     | 0      |

## Estadísticas

### Clubes
| Club                    | Div           | Temporada     | Liga  | Liga  | Copas nacionales | Copas nacionales | Torneos internacionales | Torneos internacionales | Total | Total |
| Club                    | Div           | Temporada     | Part. | Goles | Part.            | Goles            | Part.                   | Goles                   | Part. | Goles |
| ----------------------- | ------------- | ------------- | ----- | ----- | ---------------- | ---------------- | ----------------------- | ----------------------- | ----- | ----- |
| Curicó Unido · Chile    | 1ª            | 2017          | -     | -     | -                | -                | -                       | -                       | -     | -     |
| Curicó Unido · Chile    | 1ª            | 2018          | 9     | 0     | —                | —                | —                       | —                       | 9     | 0     |
| Curicó Unido · Chile    | 1ª            | 2019          | 18    | 3     | —                | —                | —                       | —                       | 18    | 3     |
| Curicó Unido · Chile    | 1ª            | 2020          | 22    | 3     | —                | —                | —                       | —                       | 22    | 3     |
| Curicó Unido · Chile    | Total club    | Total club    | 49    | 6     | -                | -                | -                       | -                       | 49    | 6     |
| Unión La Calera · Chile | 1ª            | 2021          | 5     | 0     | 2                | 0                | 6                       | 0                       | 11    | 0     |
| Palestino · Chile       | 1ª            | 2021          | 7     | 0     | —                | —                | —                       | —                       | 7     | 0     |
| Palestino · Chile       | Total club    | Total club    | 7     | 0     | 0                | 0                | 0                       | 0                       | 7     | 0     |
| Unión La Calera · Chile | 1ª            | 2022          | 27    | 6     | -                | -                | 4                       | 1                       | 31    | 7     |
| Unión La Calera · Chile | 1ª            | 2023          | 20    | 4     | 2                | 0                | —                       | —                       | 22    | 4     |
| Unión La Calera · Chile | 1ª            | 2024          | 25    | 2     | -                | -                | 7                       | 0                       | 32    | 2     |
| Unión La Calera · Chile | Total club    | Total club    | 77    | 12    | 4                | 0                | 17                      | 1                       | 96    | 13    |
| Total carrera           | Total carrera | Total carrera | 133   | 18    | 6                | 0                | 17                      | 1                       | 152   | 19    |
| 1. 2. 3.                |               |               |       |       |                  |                  |                         |                         |       |       |

## Palmarés

### Campeonatos regionales
| Título     | Club     | País   | Año  |
| ---------- | -------- | ------ | ---- |
| Copa Verde | Paysandu | Brasil | 2025 |